# Vuling
Vuling (poenostavljeno kitajsko 赵武灵王, tradicionalno kitajsko  趙武靈王) je bil v obdobju vojskujočih se držav od leta 325 pr. n. št. do  299 pr. n. št. kralj kitajske države Džao, * ni znano, † 295 pr. n. št.
Najpomembnejši dogodek med njegovim vladanjem je bila reforma njegove vojske, v katero je uvedel vojaška oblačila po zgledu na Huje in lokostrelsko konjenico. 
Bil je sin markiza Suja iz Džaa. Na prestol se je povzpel leta 325 pr. n. št., približno na polovici obdobja vojskujočih se držav. Njegova vladavina je sovpadla z nastopom več drugih pomembnih osebnosti v vojskujočih se državah. Bil je prvi vladar Džaa, ki se je imenoval kralj (王), a je kasneje svoj naslov preklical. Po smrti je naslov ponovno  prejel kot del svojega posmrtnega imena. 

## Vladanje in reforme
V prvih letih njegove vladavine so kraljestvo Džao nenehno nadlegovali nomadski Donghuji, Linhuji, Loufani in Bejdi, ki bi lahko bili navdih za njegove kasnejše reforme. Med letoma 325 in 323 pr. n. št. se je skupaj z vladarji Hana, Veja, Jana in Džongšana razglasil za kralja, po porazu Džaa s Činom leta 318 pr. n. št. pa je začel razmišljati, ali je ob svoji nemoči upravičen do kraljevskega naslova.  
Leta 307 pr. n. št. je začel uvajati svoje reforme, usmerjene predvsem na poboljšanje borbene sposobnosti svoje vojske. Do takrat so vojaški poveljniki Džaa, ki so jezdili na konjih, nosili halje in običajna dvorna oblačila. Vuling je ukazal vsem poveljnikom, vključno s celotnim dvorom in vojsko, naj sprejmejo slog oblačenja severnih nomadov: hlače, pas, škornje, krznene kape in krznena oblačila. V vojski je ustanovil konjeniško divizijo in jo uril tudi v konjeniškem lokostrelstvu. 
Številni reformisti in uradniki so podpirali reforme, saj so v njih videli pot do veličine in moči, konservativnim članom kraljeve družine, kot je bil Vulingov stric lord Čeng, pa to ni bilo všeč, saj so trdili, da ne bi smelo biti nobenega "kopiranja barbarskih oblačil in spreminjanja starih pravil". Lord Čeng je šel celo tako daleč, da je zapustil dvor. 
Vuling je naredil veliko, da bi zlomil odpor nasprotnikov in jih prepričal, da ravna prav. Na dvoru je nosil "barbarska oblačila" in v to prepričeval tudi druge. Obiskal je celo lorda Čenga in mu podaril obleko ljudstva Hu. Slednji je nazadnje popustil in polemika se je ustavila. 
Vulingove reforme so zelo izboljšale bojne sposobnosti vojske Džaa. Džao je še tisto leto napadel državo Džongšan in zavzel več mest. Leta 306 pr. n. št. je vojska Džaa začela zelo uspešen pohod na severna ozemlja. Kralja Loufan in Linhu sta se predala, njuna ozemlja pa je začel upravljati guverner Daija. V naslednjem letu so bili k Džau priključeni deli Džongšana. Leta 304 pr. n. št. je prodrl v zgornje porečje Rumene reke v posesti Hujev,  med njimi Hedzongov in Šjujev. Na osvojenih območjih je leta 302 pr. n. št. ustanovil prefekturi Jundžong in Džjujuan. 
V malo več kot petih letih je Vuling razširil svojo državo do meje z Janom, na zgornje porečje Rumene reke in na severu prisilil kralja Loufana in Linhuja, da sta se podredila Džau. Kralj Vuling je prevzel nadzor nad njunima vojskama, s čimer je svoji vojski dodal divizije, sestavljene izključno iz avtohtonih in vzdržljivih nomadskih bojevnikov. 

## Odstop in smrt
Leta 299 pr. n. št. je Džao Vuling odstopil in prepustil prestol svojemu mlajšemu sinu, takrat 12-letnemu Džao Heju (趙何), ki je vladal kot kralj Hujven iz Džaa (趙惠文王). Vuling je ostal de facto vladar in se naslavljal z "gospod oče" (džufu, 主父). Naslov je bil podoben naslovu taišang huang kasnejših kitajskih dinastij. Pod svojim novim naslovom je obiskal sosednje države, se srečal s kraljem Loufana in skrivaj obiskal Čin, preoblečen v odposlanca Džaa. Leta 296 pr. n. št. je k svojemu kraljestvu priključil državo Džongšan. 
Med Vulingovo turnejo po Šančiju  (沙丘) v današnjem kitajskem okrožju Guangdzong se mu je leta 295 pr. n. št. uprl starejši sin Džao Džang (趙章). Upornega sina so porazile vladne sile pod poveljstvom  predsednika vlade lorda Čenga in njemu podrejenega lorda Fengjanga, znanega tudi kot Li Ju (李兌). Džao Džang je pobegnil v Džufujevo palačo v Šačjuju. Vuling se ga je usmilil in ga zadržal v svoji palači. 
Ko je vojska lorda Čenga in Li Juja prispela v Šačju, je Džao Džanga ubila. V strahu pred kaznijo je Li Ju ukazal izprazniti kraljevo palačo in vanjo zakleniti kralja Vulinga. Kralju niso dovolili prinesti niti hrane niti vode in je po sto dneh umrl od lakote. Dogodek je postal znan kot incident v Šačjuju. 

## Sklic
1. ↑  Yap, Joseph P. Wars with the Xiongnu: A Translation of the Zizhi Tongjian, 2009, str. 13.

## Vira
- Zhanguoshi (History of the Warring Kingdoms). Yang Huan, Commercial Press. ISBN 957-05-1416-7
- Zapisi velikega zgodovinarja, vol. 43